# Burg Oberstetten
Die Burg Oberstetten, auch Schlossberg genannt, ist eine abgegangene Turmhügelburg (Motte) beim Schlossberg 5,5 Kilometer südlich der Stadt Ochsenhausen im Landkreis Biberach in Baden-Württemberg.
Die Motte wurde vermutlich um 1128 von den Herren von Oberstetten erbaut, war später im Besitz der Herren von Mundeldingen und wurde um 1392 zerstört. Von der ehemaligen Burganlage auf einem kleinen Burghügel mit bogenförmigem Burggraben sind noch Reste des Hügels erhalten.